# Катр Борн
Катр Борн (фр. Quatre Bornes) је четврти по величини град на Маурицијусу. По подацима из 2012. године у граду живи 82.545 становника.